# Chrysophyllum brenesii
Chrysophyllum brenesii là một loài thực vật có hoa trong họ Hồng xiêm. Loài này được Cronquist mô tả khoa học đầu tiên năm 1945.